# Jasenowo
Jasenowo (bułg. Ясеново) – wieś w Bułgarii, w obwodzie Burgas, w gminie Ruen. W 2023 roku liczyła 391 mieszkańców.